# Kazunari Koga
Kazunari Koga (jap. 古賀 一成, Koga Kazunari; * 17. April 1972 in der Präfektur Shizuoka) ist ein ehemaliger japanischer Fußballspieler.

## Karriere
Koga erlernte das Fußballspielen in der Schulmannschaft der Tokai University Daigo High School und der Universitätsmannschaft der Osaka University of Commerce. Seinen ersten Vertrag unterschrieb er 1995 bei Cerezo Osaka. Der Verein spielte in der höchsten Liga des Landes, der J1 League. Für den Verein absolvierte er 41 Erstligaspiele. Ende 1999 beendete er seine Karriere als Fußballspieler.